# Southampton Dock
«Southampton Dock» (с англ. — «Саутгемптонский причал») — песня британской прогрессивной рок-группы Pink Floyd с альбома The Final Cut. Во время Второй мировой войны многие солдаты ушли из Саутгемптона воевать против немцев. В восьмидесятых годах Саутгемптон снова использовался в качестве базы отправления, на этот раз для Фолклендской войны. В песне описывается женщина, которая «храбро машет» (с англ. — «bravely waves») солдатам «Ещё раз до свидания» (с англ. — «Goodbye again»).

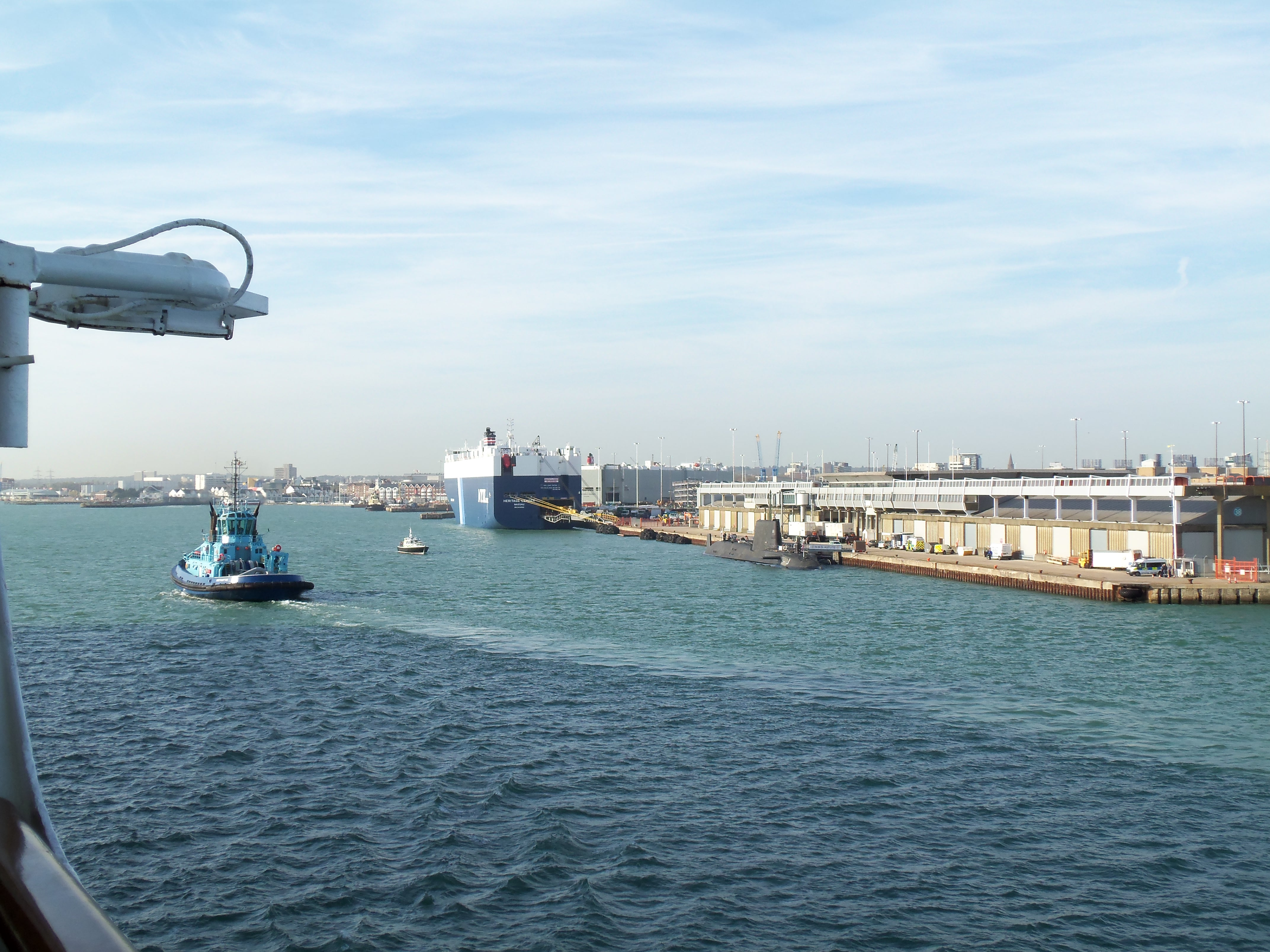
Доки Саутгемптона наши дни

Песня включает в себя фрагмент темы из композиции «It’s Never Too Late», песни, первоначально написанной и записанной для альбома The Wall, но она была отклонена перед выпуском финальной демо-версии группы 12 августа 1979 года. «It’s Never Too Late» позже была переработана, и мелодия была включена во вторую часть «Southampton Dock».
Роджер Уотерс неоднократно исполнял эту песню в своих сольных турах; концертная запись (предваряемая «Get Your Filthy Hands Off My Desert», ещё одной песней из The Final Cut) появляется на его альбоме In the Flesh — Live. Эта песня также звучала на концерте Уотерса Dark Side of the Moon в 2006—2007 годах.

## Отзывы критиков
В рецензии на The Final Cut Патрик Шейб из PopMatters описал «Southampton Dock» как пример того, где альбом работает лучше всего, и описал образы в песне как «тонкие, поэтичные и эффективные».

## Участники записи
- Роджер Уотерс — вокал, акустическая гитара, бас-гитара
- Майкл Кэймен — пианино, оркестровка